# Jijuna
Jijuna es un cuento del escritor peruano José Diez Canseco. En 1932 ganó un concurso convocado por el diario La Prensa de Buenos Aires. Desde entonces ha merecido figurar en diversas antologías del cuento peruano e hispanoamericano en general.

## Publicación
En un prólogo escrito en 1936 y destinado para una edición de sus cuentos (que por entonces no llegó a concretarse), Diez Canseco ha relatado el origen y la publicación de su cuento, por el cual tenía una notoria preferencia. 
Cuenta el autor que la idea del cuento surgió en 1931, cuando se hallaba asilado en la legación del Brasil. Fue oyendo a José Leguía Swayne (hijo del expresidente Augusto B. Leguía) contar la vida del célebre bandido norteño Luis Pardo, cuando le vino la idea de convertir a éste en un personaje literario, aunque cambiándole el nombre. 
El cuento fue publicado a fines de 1931 en la revista limeña Variedades. Sin embargo, los amigos y compañeros de letras de Diez Canseco le hicieron críticas negativas: que el relato parecía un plagio de la obra de Ventura García Calderón, o que se acercaba más a un parte policial o un cursi argumento de cinema. Diez Canseco prefirió consultar la opinión de los entendidos, y leyó su cuento en casa de Felipe Cossío del Pomar (pintor y escritor), quien quedó entusiasmado por el relato, a tal punto que le pidió para ilustrarlo. Sin embargo, Cossío no llegó a hacerlo, pues debió viajar apresuradamente a Buenos Aires, llevándose consigo el cuento, lo que aprovechó Diez Canseco para pedirle que viera la forma de que alguna revista de por allá se interesara. Cossío, sin que lo supiera Diez Canseco, envió los originales del cuento a un concurso de cuentos convocado por el diario La Prensa de Buenos Aires. Diez Canseco se hallaba en París cuando le llegó la noticia increíble: su cuento “Jijuna” había triunfado sobre 13.000 concursantes (diciembre de 1932).
Diez Canseco cuenta con orgullo dicho suceso y remarca que ningún otro escritor peruano había logrado hasta entonces tal triunfo. Sin duda, fue un hecho que estimuló más su carrera de escritor.

## El título
El título del cuento es una contracción de “hijo de una”, que en el habla popular peruana es una grosería (“lisura”). Esta expresión está intercalada en el relato, denotando los estados de ánimo del que lo pronuncia, sea de enojo, de rencor o de burla. Ante las críticas de quienes le parecían mal que una obra literaria se titulase de esa manera, Diez Canseco se defendió, aduciendo que la literatura debía expresar fielmente los dichos populares.

## Argumento
El cuento trata sobre la osadía de un bandolero, Santos Rivas, que a pesar de estar amenazado de muerte por el hacendado Ramón Santisteban, seduce a la hija de este, e incluso, va a su encuentro y se da el gusto de perdonarle la vida.

## Resumen
El joven Santos Rivas es un célebre bandolero que actúa en el norte peruano (región de Áncash). Montado en su zaino al que llama “Cura”, llega al Tambo de la Buena Mano. Allí, su amigo Cosme le cuenta que el hacendado Ramón Santisteban ha prometido pegarle un tiro no bien lo tuviera al frente.
La aversión del hacendado Ramón hacía el bandolero tenía sus motivos: Santos había matado a su hermano Eustaquio Santisteban, y aun así, tenía la desvergüenza de cortejar a su hija, la “china” Griselda Santisteban. 
Santos Rivas se despide de su amigo Cosme, se escabulle en las sombras de la noche y se dirige temerariamente a la ranchería de Ramón, donde furtivamente le espera Griselda. El amor del bandolero es pues correspondido. Griselda le cuenta que su padre irá por la mañana a Huacho. 
Luego del encuentro amoroso, Santos se marcha en busca de Ramón, cuya amenaza no podía pasar por alto. Ramón se hallaba efectivamente en camino hacia la costa, acompañado por algunos pajes, cuando de pronto divisa a lo lejos la silueta de un jinete que se acerca: es el mismo Santos Rivas.
Ramón, antes de que se le acerque Santos Rivas, arroja su pistola, pues supone que el bandido no atacaría a un hombre desarmado. Santos Rivas, sin desmontar, recoge el arma y lo devuelve a Ramón, para luego seguir su camino, a todo galope. Era una manera de despreciar a su rival, que queda así pintado como un cobarde. 
El relato concluye aseverando que el bandido seguirá su vida de siempre, gozando del respeto de los hombres y de la admiración de las mujeres.

## Personajes
- Santos Rivas, cholo bandolero.
- Ramón Santisteban, hacendado.
- Griselda Santisteban, hija de Ramón Santisteban y pretendida por Santos Rivas.
- Cosme, amigo de Santos Rivas.
- El chino Antonio Lang, posadero.
- Los pajes de Ramón Santisteban.

## Escenario
La historia está ambientada en Áncash (norte del Perú). Las fechorías del bandolero Santos Rivas (inspiradas en un personaje real, Luis Pardo) se dan por todo el valle del Santa.

## Análisis
En el relato nada sobra; el personaje [Santos Rivas] se nos impone desde el comienzo y el narrador omnisciente muy pronto nos "vende" la seducción del "cholo bandolero de esas tierras, sin más ley que su pistola, sin más amigo que su potro". Pero la maestría con que ha sido estructurado el relato se basa en un contrapunto entre la tensión dramática producida por el cumplimiento de una venganza, que se concentra en el reiterado murmullo de "Jijuna", y la distensión de dicha carga tensiva, producida ya sea por la remansada visión del bandolero en amoroso coloquio con su "china" o por la descripción poética del paisaje que interrumpe la narración de la persecución. Es notable no sólo la suerte de cadencia rítmica que produce el reiterado estribillo de "Jijuna", que marca sincopadamente el relato, desde el título hasta la última palabra, sino el hecho de que dicha interjección nunca tenga dos veces el mismo valor expresivo, sino que recorra –en un procedimiento en verdad más acostumbrado de verse en la poesía que en la prosa– diversos matices de estado de ánimo del protagonista, desde el profundo y tenso rencor hasta la juguetona burla.
Tomás G. Escajadillo, 1973.

## Ediciones

### En compilaciones
- Estampas mulatas. Santiago de Chile, Empresa Editora Zig-Zag (Biblioteca Americana), 1938 (Prólogo de Federico More).
- Estampas mulatas. Lima, Compañía de Impresiones y Publicidad, 1951 (Obras Completas de Diez Canseco, II) (“Nota Editorial” de Renée González Barúa de Diez-Canseco; “Prólogo” [fechado: “Setiembre de 1936”] de José Diez-Canseco).
- Chicha, mar y bonito. Lima, Círculo de Novelistas Peruanos, sin fecha (1955).
- Estampas mulatas. Lima, Editora Latinoamericana (Cuarto Festival del Libro –Dirigido por Manuel Scorza), 1958.
- Estampas mulatas. Lima, 13.º serie de “Populibros Peruanos”, sin fecha (1965).
- Estampas mulatas. Lima, Editorial Universo S.A. Estudio preliminar, edición y notas de Tomás G. Escajadillo (1973).

### En antologías peruanas
- Antología del cuento peruano. Selección, prólogo y notas de Armando Bazán. Santiago de Chile, Editorial Zig-Zag, 1942.
- Cuentistas modernos y contemporáneos. Selección y prólogo de Luis Jaime Cisneros. Lima, Patronato del Libro Peruano (Segundo Festival del Libro), 1957.
- Cuentos Peruanos. (Selección de Enrique Congrains). Santiago, Embajada Cultural Peruana, 1957.
- Cuento peruano. Prólogo, selección y notas de Francisco Carrillo. Lima. Ediciones de la Biblioteca Universitaria, 1966; 2.ª ed., ídem., 1971.
- Calixto Garmendia y otros cuentos. (¿Selección de Miguel Scorza?). Lima, Miguel Scorza editores, s. f. (¿1968?).
- La costa en la narración peruana. Presentación y selección de Elías Taxa Cuadros. Lima, Editorial Continental, s. f. (1967-1968).
- Antología general de la prosa en el Perú. Tomo II, introducción, selección y notas de Eduardo Congrains Martin. Lima, Editorial ECOMA, 1971.
- II cuentos clásicos peruanos. Selección y notas de Francisco Carrillo. Lima, Ediciones de la Biblioteca Universitaria, 1973.

### En antologías hispanoamericanas
- Antología de cuentistas hispanoamericanos. Selección, prólogo, biografías y notas críticas por José Sanz y Díaz. Madrid, Editorial Aguilar (Colección Crisol), 1946; 2.ª Ed. 1956.
- Los mejores cuentos americanos. Selección y prólogo de Aníbal Quijano. Lima, Juan Mejía Baca & P. L. Villanueva Editores, s. f. (1957).